# Art against aids
Art Against Aids är en välgörenhetsauktion med konst av kända svenska och internationella personer till förmån för arbetet kring hiv och aids. Auktionen hölls första gången den 1 december 2003 på Folkoperan.
2010 är riksorganisationeniv förmånstagare. "Konstnärer" är: Zlatan Ibrahimović, Carolina Gynning, Nanne Grönvall, Alcazar, Lena Endre, Sven-Otto Littorin, Robert Wells, Liza Marklund, Lasse Åberg, Andrés Esteche, Ralf Edström och Bengt Elde.
2003 var Röda Korsets aids- och hiv-verksamhet förmånstagare. Årets "konstnärer": Per Gessle, Carolina Klüft, Ainbusk Singers, Alexandra Charles och Ardy Strüwer, Elin Ek, Ola Salo, Regina Lund, Alice Timander